# 泰蕾茲方尖碑
泰蕾茲方尖碑（Tereziin obelisk）是捷克卡罗维发利的一座方尖碑，砂岩材质，位于水疗森林（Lázeňské lesy v Karlových Varech），靠近麋鹿跳台（Jelení skok）餐厅，立于1834年。

## 历史
泰蕾茲方尖碑是为了纪念法國長公主、昂古列姆公爵夫人玛丽-泰蕾茲（1778–1851）的来访，她于1833年4月参观了水疗中心。。公爵夫人是法国国王路易十六和王后玛丽·安托瓦內特的长女，也是他们唯一在法国大革命中幸存下来的子女，也是神圣罗马皇后玛丽亚·特蕾西娅的外孙女。方尖碑呈金字塔形状，黑色的椭圆形纪念匾刻有镀金铭文：“玛丽·泰蕾茲·夏洛特；玛丽亚·特蕾西娅的外孙女；1834年6月21日”。